# Achham
Der Distrikt Achham (Nepali अछाम जिल्ला Achhām Jillā) ist einer von 77 Distrikten in Nepal und gehört seit der Verfassung von 2015 zur Provinz Sudurpashchim.

## Geschichte
Achham gehörte bis 2015 zur Verwaltungszone Seti.

## Geographie
Verwaltungssitz ist Mangalsen. Achham zählt zu den abgelegensten Distrikten des Landes. Im Vergleich mit anderen Distrikten in der Region ist Achham jedoch verhältnismäßig gut an das Straßennetz Nepals angebunden, da mehr als die Hälfte der ehemaligen Village Development Committees daran angeschlossen sind.
Der Distrikt erstreckt sich über den Vorderen Himalaya. Er wird im Westen vom Unterlauf der Seti sowie im Südosten und Süden von der Karnali begrenzt. Die Budhiganga durchfließt den nordwestlichen Teil von Achham. Im äußersten Nordwesten des Distrikts erstreckt sich der Khaptad-Nationalpark.
Achham gehörte im Jahr 2017 mit einem Wert des Human Development Index von weniger als 0,4 zu den zehn ärmsten und unterentwickeltsten Distrikten Nepals.
Die Landwirtschaft (einschließlich Viehzucht und Geflügel), Heimproduktion und der Handel sind die wichtigsten Einkommensquellen des Distrikts. Die Landwirtschaft ist für rund 89 % der Haushalte die Haupteinkommensquelle. Rund 52 % der Fläche sind mit Wald bedeckt sind, so dass neben der Forstwirtschaft auch großes Potenzial für die Sammlung und Verarbeitung von Kräutern besteht.

## Einwohner
Bei der Volkszählung 2011 hatte Achham 257.477 Einwohner.
Die Alphabetisierungsrate im Distrikt lag im Jahr 2018 insgesamt bei 53 %, die von Frauen allerdings nur bei 37 %. Frauen leiden unter geschlechtsspezifischer Diskriminierung in Bildung, Ernährung, sowie bei sozialen und kulturellen Normen. Diskriminierung von Frauen tritt auch in Form der Chhaupadi genannten Praxis auf, Frauen während ihrer Menstruation in eine Hütte zu verbannen.
Kastenbedingte Diskriminierung ist im Distrikt immer noch weit verbreitet. Im Distrikt leben eine Reihe benachteiligter Gruppen wie die ehemaligen Haliyas (in Schuldknechtschaft lebende Sklaven).

## Verwaltungsgliederung
Städte (Munizipalitäten) im Distrikt Achham:
- Kamalbazar
- Mangalsen
- Sanphebagar
- Panchadeval Binayak

Gaunpalikas (Landgemeinden):
- Chaurpati
- Mellekh
- Bannigadi Jayagad
- Ramaroshan
- Dhakari
- Turmakhand

Bis zum Jahr 2017 wurde der Distrikt in die folgenden Village Development Committees (VDCs) unterteilt:
- Babala
- Bangabata
- Bannatoli
- Baradadivi
- Basti
- Batulasen
- Bhairabsthan
- Bhatakatiya
- Binayak
- Bindhyabasini
- Birpath
- Budhakot
- Chapamandau
- Chhatara
- Darna
- Devisthan
- Dhakari
- Dhamali
- Dharaki
- Dhodasain
- Dhudharukot
- Dhungachalna
- Dumi
- Gajara
- Ghodasen
- Hatikot
- Hichma
- Janalikot
- Kalagaun
- Kalekanda
- Kalika
- Kalikasthan
- Khaptad
- Khodasadevi
- Kuika
- Kushkot
- Layati
- Lungra
- Malatikot
- Marku
- Nada
- Nandegata
- Patalkot
- Payal
- Pulletala
- Rahaph
- Ramarosan
- Raniban
- Risidaha
- Sakot
- Santada
- Siudi
- Sutar
- Tadigaira
- Thanti
- Timilsain
- Toli
- Tosi
- Tumarkhad
- Walant
- Warla